# Minnaert (krater księżycowy)
Minnaert – duży krater uderzeniowy, znajdujący się na niewidocznej z Ziemi stronie Księżyca. Wzdłuż południowo-wschodniej ściany krater jest częściowo przykryty przez młodszy krater Antoniadi. Na północny zachód od krateru leży Lyman.
Prawie połowa krateru jest pokryta pierścieniem otaczającym krater Antioniadi. Pozostała część krateru jest zniszczona, posiada także liczne mniejsze kratery wzdłuż wewnętrznej ściany. Zachodnia część wewnętrznej powierzchni jest przeważnie gładka, ale uszkodzona przez powstały później krater Antioniadi. Jeżeli krater kiedykolwiek posiadał centralny szczyt to został on zasypany.

## Satelickie kratery
| Minnaert | Szerokość | Długość  | Średnica |
| -------- | --------- | -------- | -------- |
| C        | 64,2° S   | 176,0° W | 15 km    |
| N        | 71,1° S   | 176,1° E | 33 km    |
| W        | 63,4° S   | 174,1° E | 24 km    |